# Deepwater Horizon
Deepwater Horizon là một giàn khoang bán tiềm thủy vùng nước cực sâu với cơ chế định vị tự động được lắp dựng vào năm 2001. Mục đích của giàn khoan này là khoan giếng dầu ở vùng nước sâu và có thể di chuyển từ vị trí này đến vị trí khác khi cần thiết. Sau khi công tác khoan hoàn thành, việc bơm dầu được thực hiện bởi các thiết bị khác.
Deepwater Horizon thuộc sở hữu của Transocean và cho BP thuê cho đến tháng 9 năm 2013. Tháng 9 năm 2009, giàn khoan này khoan mỏ dầu sâu nhất trong lịch sử. Deepwater Horizon đã chìm ngày 22 tháng 4 năm 2010 do kết quả của một vụ nổ hai ngày trước đó.
Thiết kế ban đầu cho R&B Falcon, Deepwater Horizon được lắp đặt bởi Hyundai Heavy Industries tại Ulsan, Hàn Quốc. Việc lắp đặt bắt đầu vào tháng 12 năm 1998 và giàn đã được giao vào tháng 2 năm 2001 sau khi Transocean mua lại từ Q&H

## Vụ nổ và sự cố tràn dầu
Sự cố của giàn Deepwater Horizon là một sự cố nổ giàn khoan tại giàn khoan bán tiềm thủy di động Deepwater Horizon của hãng dầu khí BP. Vị trí giàn khoan khoảng 64 km về phía tây nam bờ biển Louisiana trong khu vực mỏ dầu khí Macondo Prospect. Sự cố xảy ra vào ngày 20 tháng 4 năm 2010 đã khiến 11 người thiệt mạng và làm 17 người khác bị thương, có 98 người sống sót không bị thương tích. Tai nạn này khiến cho giàn khoan này bị bốc cháy và chìm, gây ra tràn dầu ở một khu vực rộng lớn trong vịnh Mexico gây ảnh hưởng nặng nề đến đời sống hoang dã trong khu vực, đến ngành ngư nghiệp và du lịch các nước trong khu vực chịu ảnh hưởng. Đây là sự cố môi trường lớn nhất trong lịch sử Hoa Kỳ.
Mười một công nhân đã thiệt mạng khi giàn khoan dầu Deepwater Horizon bị nổ và chìm 9 giờ 45 phút tối ngày 20/4/2010, tại Vịnh Mexico của Mỹ.
Vụ tràn dầu ở Vịnh Mexico là thảm họa môi trường khủng khiếp nhất mà Hoa Kỳ từng phải đối phó, một quan chức cao cấp của Hoa Kỳ tuyên bố.
Chuyên gia tư vấn năng lượng của Nhà Trắng, Carol Browner nói với chương trình Meet The Press của Kênh Truyền hình NBC: "Lượng dầu đổ vào Vịnh Mexico lớn hơn so với bất kỳ lần nào trước đây."
5.000 tới 60.000 thùng dầu mỗi ngày: đây là con số dầu tràn ra từ mỏ dầu Deepwater Horizon.